# Kalarrytiko
La Kalarrytiko est une race de mouton domestique originaire de Grèce. Elle est élevée pour une production mixte mais c'est surtout sa production de lait qui est mise en valeur au XXIe siècle.

## Origines
La Kalarrytiko est une race ovine originaire des régions de l’Épire et de Thessalie, dans le centre de la Grèce. Son nom vient du village de Kalarrýtes où elle était élevée en grand nombre,.
Elle serait issue d'un croisement avec une race locale des montagnes de l’Épire avec la Comisana, une race italienne, originaire de la Sicile, importée au milieu de XVIIIe siècle. Le but était d'obtenir une meilleure laine,.

## Description
C'est un animal de petite taille, à la toison blanche avec des tâches brunes sur les pattes et la tête. Le bélier porte des cornes et pèse en moyenne 64 kg pour une hauteur au garrot de 67 cm. La brebis, légèrement plus petite, mesure 58 cm pour 45 kg,.

## Élevage
Les troupeaux sont menés en zone montagneuse pour pâturer au printemps et à l'été, puis redescendus dans les plaines de Thessalie pour passer l'hiver. La race peut être utilisée pour une production mixte et sa viande est de bonne qualité, mais c'est surtout la production de lait qui est mise en avant dans la région. La brebis met bas un seul agneau, mais environ 15 à 20 % des naissances donnent des jumeaux. Elle produit en moyenne 90 kg de lait lors de sa lactation. Il est utilisé pour la production de divers fromages : Anthotyros, Feta, Galotyri et Mizithra.

## Conservation
À la fin des années 1970, parfois citée sous le nom de Montagnarde de l'Épire, elle est considérée comme une race commune,. Mais comme plusieurs races grecques, elle est victime des évolutions de l'élevage et de l'exode rural. Au début du XXIe siècle, la race est en danger avec une population ne s'élevant qu'à quelques milliers d'individus. Grâce à un programme de conservation, le cheptel remonte doucement mais la race reste vulnérable. Selon la base DAD-IS, en 2021, l’ensemble de la population de celle-ci reste inférieure à 10 000 têtes.